# Fahrgastraum
Fahrgastraum ist der Bereich in öffentlichen Verkehrsmitteln, in denen sich die Fahrgäste aufhalten dürfen bzw. sollen. Er ist im Zugverkehr unterteilt in Wagenklassen, ferner in Abteil- oder Großraumwagen.

## Beispiele
- Fahrgastraum in Eisenbahnfahrzeugen, siehe Reisezugwagen #Fahrgastraum
- Fahrgastraum in der Schifffahrt, siehe Kajüte
- Fahrgastraum in der Luftfahrt, siehe Kabine